# درو وان اکر
درو وان اکر (انگلیسی: Drew Van Acker؛ زادهٔ ۲ آوریل ۱۹۸۶) یک هنرپیشه اهل ایالات متحده آمریکا است. وی از سال ۲۰۰۹ میلادی تاکنون مشغول فعالیت بوده‌است.

## گزیده فیلمشناسی
از فیلم‌ها یا برنامه‌های تلویزیونی که وی در آن نقش داشته‌است می‌توان به آثار زیر اشاره کرد.
- بارو (فیلم ۲۰۱۲) (۲۰۱۲)
- کسل (مجموعه تلویزیونی) (۲۰۰۹)
- دروغ‌گوهای کوچک زیبا (۲۰۱۱–۲۰۱۶)
- خدمتکاران حیله‌گر (۲۰۱۳–۲۰۱۵)